# Kverrestads distrikt
Kverrestads distrikt är ett distrikt i Tomelilla kommun och Skåne län. 
Distriktet ligger öster om Tomelilla. 

## Tidigare administrativ tillhörighet
Distriktet inrättades 2016 och utgörs av en del av det område Tomelilla köping omfattade till 1971, delen som före 1969 utgjorde Kverrestads socken. 
Området motsvarar den omfattning Kverrestads församling hade 1999/2000.